# Jean-Jacques Vila
Pas d'image ? Cliquez ici

a Compétitions nationales et continentales officielles uniquement.

b Matchs officiels uniquement.
Jean-Jacques Vila, né le 14 août 1956 à Perpignan, est un joueur de rugby à XIII dans les années 1970 et 1980 évoluant au poste de troisième ligne,  deuxième ligne ou de demi d'ouverture.
Il pratique dès ses jeunes années le rugby à XIII à Saint-Estève avec lequel il dispute en 1975 ses premiers matchs de Championnat de France. Il rejoint le club voisin du XIII Catalan et remporte avec ce club le titre de Championnat de France en 1979 et 1982 ainsi que la Coupe de France en 1978. Il ne dispute pas la saison 1979-1980 et clôt sa carrière après le début de saison 1981-1982 en raison de son activité professionnelle à seulement 26 ans.
Fort de ses performances en club, il est sélectionné à trois reprises en équipe de France entre 1980 et 1981.

## Biographie
Son oncle, André Gau, est un ancien international de rugby à XIII d'avant guerre, tout comme son cousin André Casas dans les années 1950-1960.

## Palmarès
- Collectif :
  - Vainqueur du Championnat de France : 1979 et 1982[1] (XIII Catalan).
  - Vainqueur de la Coupe de France : 1978 (XIII Catalan).
  - Finaliste du Championnat de France : 1978[2] et 1981 (XIII Catalan).
  - Finaliste de la Coupe de France : 1981 (XIII Catalan).

### En sélection

#### Détails en sélection
| 1. | 23 novembre 1980 | Nouvelle-Zélande | 6-5  | Test-match | Deuxième ligne  | - | - | - | - |
| 1. | 7 décembre 1980  | Nouvelle-Zélande | 3-11 | Test-match | Deuxième ligne  | - | - | - | - |
| 1. | 4 juillet 1981   | Australie        | 3-43 | Test-match | Troisième ligne | - | - | - | - |